# Parafia Najświętszej Maryi Panny Królowej Aniołów w Bystrzycy
Parafia Najświętszej Maryi Panny Królowej Aniołów w Bystrzycy – znajduje się w dekanacie Jelcz-Laskowice w archidiecezji wrocławskiej. Erygowana w 1945 roku.
Obsługiwana przez księży archidiecezjalnych. Jej proboszczem jest ks. mgr Tadeusz Rogacki Kan. hon. ex. num. Kap. Koleg. .

## Parafialne księgi metrykalne
| Księgi metrykalne | Okres ewidencji |
| ----------------- | --------------- |
| chrztów           | 1945 -          |
| ślubów            | 1945 -          |
| zgonów            | 1945 -          |